# Lepajan
Lepajan es un género de arañas araneomorfas de la familia Anyphaenidae. Se encuentra en América.

## Especies
Según The World Spider Catalog 12.0:
- Lepajan edwardsi Brescovit, 1997
- Lepajan montanus (Chickering, 1940)